# أدريان كوري
أدريان ماري كوري (بالإنجليزية: Adrianne Marie Curry) هي عارضة وممثلة وشخصية تلفزيون واقع ومنتجة ونادلة سابقة أمريكية ولدت في يوم 6 أغسطس 1982 في مدينة جوليت في إلينوي في الولايات المتحدة، اشتهرت بعد فوزها في برنامج تلفزيون الواقع America's Next Top Model، كوري هي من أصل إيطالي.

## روابط خارجية
- أدريان كوري على موقع IMDb (الإنجليزية)
- أدريان كوري على موقع أول موفي (الإنجليزية)
- أدريان كوري على موقع إن إن دي بي (الإنجليزية)
- أدريان كوري على موقع قاعدة بيانات الفيلم (الإنجليزية)
- أدريان كوري على موقع دليل عارضات الأزياء (الإنجليزية)